# Nuevo Chagres
Nuevo Chagres – niewielka miejscowość w prowincji Colón w Panamie. Stolica dystryktu Chagres.  Ludność: 499 (2010). Położona jest nad Oceanem Atlantyckim przy ujściu rzeki Paulino.